# Peter Pucker
Peter Pucker (* 8. Februar 1988 in Sankt Veit an der Glan) ist ein österreichischer Fußballspieler, der momentan beim SK Austria Klagenfurt unter Vertrag steht.

## Karriere
Pucker kam über den FC Kärnten 2009 zum SK Austria Kärnten. Sein Bundesligadebüt gab der Mittelfeldspieler am 14. Februar 2010 gegen Sturm Graz. Das Spiel endete 1:3, dreizehn weitere Spiele folgten. Pucker wurde mit Kärnten aufgrund schlechter Ergebnisse letzter der Bundesliga; der Verein musst Konkurs anmelden. Danach wechselte er zum SK Austria Klagenfurt in die Regionalliga.